# Interdizione (diritto)
Nel diritto romano l'interdizione era un istituto che escludeva dalla capacità di amministrare i beni, previsto esclusivamente nei confronti di chi avesse dissipato i beni "paterni e aviti" sulla base della formula Quando tu bona paterna avitaque perdidisti, te interdico. Non va confuso con l'interdetto del diritto canonico.

## Diritto italiano
Nel diritto italiano, per interdizione si intendono due distinti istituti:
- l'interdizione giudiziale, nel diritto civile;
- l'interdizione legale, nel diritto penale.

Nel diritto del lavoro sussiste anche il periodo di interdizione. 

Nel 2003 è stato introdotto nell'ordinamento italiano l'istituto dell'amministratore giudiziale di sostegno, alternativo agli istituti dell'interdizione e dell'inabilitazione.

### Testi normativi di riferimento
- leggeonline, su leggeonline.info. URL consultato il 6 giugno 2007 (archiviato dall'url originale il 9 giugno 2007).
- tutori.it.

| Controllo di autorità | GND (DE) 4152375-1 |